# Persischer Rundschild
Ein persischer Rundschild ist eine Schutzwaffe aus Persien.

## Beschreibung
Ein persischer Rundschild besteht aus dickem Bronzeblech und ist kreisförmig. An der Ober- und Unterseite sind jeweils blasenförmige Aussparungen eingearbeitet. Diese Aussparungen dienen der besseren Sicht, wenn der Schild im Kampf hochgehalten wird, um Deckung zu bieten. Der Rand ist mit dicken Nieten aus Bronze besetzt, die eine zusätzliche Randverstärkung halten. In der Mitte des Schildes ist ein kleiner Schildbuckel vorhanden. Es gibt verschiedene Versionen von persischen Schilden, die sich in Form, Gewicht, Größe und Material unterscheiden.